# كو فيسر
كو فيسر (بالهولندية: Cor Visser)‏ هو رسام هولندي، ولد في 26 أغسطس 1903، وتوفي في 27 سبتمبر 1982.